# Cape au Moine (Préalpes)
Pour les articles homonymes, voir Cape au Moine.
La Cape au Moine, est un sommet des Préalpes fribourgeoises, culminant à 1 941 mètres d'altitude. Elle est située à la limite des cantons de Fribourg et Vaud, en Suisse.

## Situation

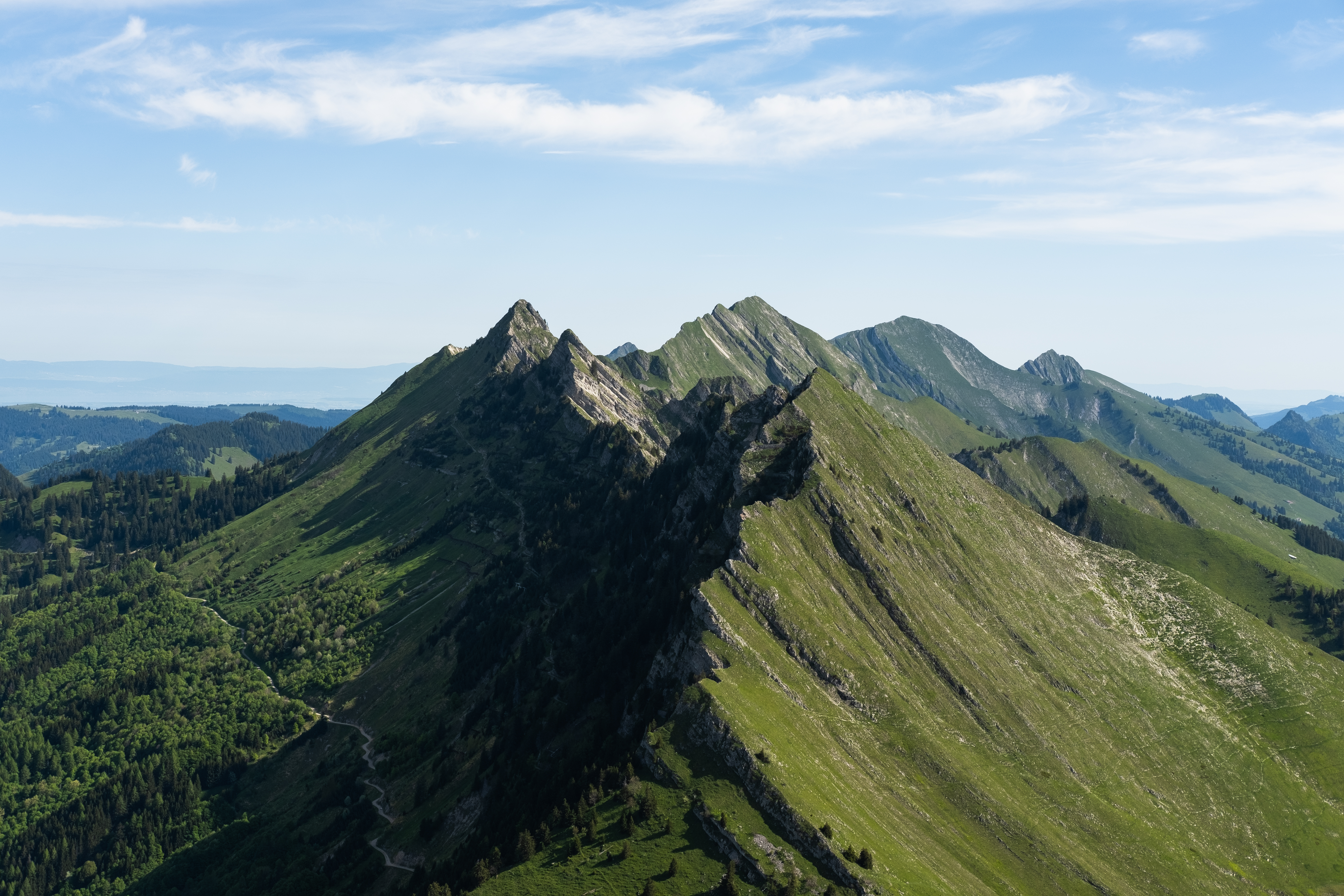
La crête entre la Cape au Moine et la dent de Lys vue depuis la dent de Jaman.

La Cape au Moine se trouve en aval de la vallée de l'Hongrin au sud-ouest de Montbovon, peu avant que l'Hongrin ne rejoigne la Sarine. Elle est située sur une ligne de crêtes axée nord-sud entre le Vanil des Artses et la dent de Jaman. À l'ouest, le sommet domine la riviera vaudoise et offre un panorama sur le lac Léman.
Les randonneurs peuvent y accéder par le col de Jaman depuis le sud ou par le col de Soladier depuis le nord.

## Hydrographie
Sur le versant oriental du Vanil des Artses, des ruisseaux alimentent l'Hongrin, affluent de la Sarine (bassin du Rhin). Sur le versant occidental, la Baye de Montreux prend sa source pour ensuite se jeter dans le lac Léman à Montreux. Ce sommet est donc situé sur la ligne de partage des eaux entre la mer Méditerranée et la mer du Nord.

## Randonnée
L'arête des Verraux est une arête mi-rocheuse, mi-herbeuse, qui s'étend sur 2 km, du col de Jaman au sommet de la Cape au Moine. La course d'alpinisme qui la parcourt est classée comme mixte car elle peut s'effectuer lorsque l'arête est enneigée. En été, il s'agit d'une randonnée avec quelques passages délicats et aériens. La cotation de la course est PD inférieur.